# 杰内修斯
杰内修斯 （活动时期10世纪）拜占廷学者，所著《君士坦丁堡史》为关于9世纪的拜占廷的珍贵史料之一。他的生平不详，此书大概写成于945～959年。系受皇帝君士坦丁七世之命修籑，故能得到皇室成员中有关重大事件的亲身见闻的资料。